# Pinnacle
Pinnacle – jednostka osadnicza w Stanach Zjednoczonych, w stanie Karolina Północna, w hrabstwie Stokes.